# ランディ島
ランディ島（英語: Lundy Island）とは、イギリスのブリストル海峡上にある島で、ブリストル海峡で最大の島である。ランジー島とも呼ばれる。
また、鳥の種類が多く、バードウオッチングに人気の場所である。

## 地理
ランディ島は4.45km2、幅約1.2km、南北5km。
ランディ島の最高点は142m

### 地質
島は主に54±2万年（50±3万年）の花崗岩で構成されている。

### 気候
ランディ島は涼しく湿った冬と穏やかな湿った夏がある。また、海岸には強風が吹くことがある。

## 生態系
アブラナ属の固有種、ランディキャベツがある。

## 動物相

### 鳥
ランディ島は、北米から渡ってきた特定の種が多くの鳥が棲息しており、317種確認されている。
ランディ島にはミツユビカモメの巣が多数存在する。
- オオハシウミガラス、ウミガラス、セグロカモメ、ニシセグロカモメ、フルマカモメ、ヨーロッパヒメウ、ミヤコドリ、ヒバリ、マキバタヒバリ、クロウタドリ、ヨーロッパコマドリ、ハヤブサ、ワタリガラス、ヒメヨシゴイ、ブロンズトキ、シロハヤブサ、ヒメクイナ、ニシツバメチドリ、アメリカヒレアシシギ、シギ、ワライカモメ、マミジロアジサシ、サケイ、アカゲラ、カッコウ、ニシブッポウソウ、ビンズイ、キガシラセキレイ、イワヒドリ、ツグミ、ナイチンゲール、ルリビタキ、サバクヒタキ、アカメモズモドキ、ナキイスカ、キブタアメリカムシクイ、ズグロアメリカムシクイ、ムネアカイカル、ボルチモアムクドリモドキ、ボボリンクなど[4]。

## 人口
2007年時点では、ボランティアを含めて28人の居住人口があった。
看守、レンジャー、島のマネージャ、農家、バー、ハウスキーピングのスタッフなどがいる。
ほとんどの人は、島の南部の村の周りに住んでおり、ほとんどの訪問者は、日帰りである。